# Oros Athos
Oros Athos (Grieks Όρος Άθως, letterlijk: Berg Athos) is een schiereiland in het noordoosten van Griekenland, ten oosten van Chalcidice, in de Griekse landstreek Macedonië. Het schiereiland wordt bestuurd door de Autonome Kloosterrepubliek Athos en omvat meerdere Orthodoxe kloosters daterend uit de tiende tot en met de zestiende eeuw. Het valt buiten het btw-gebied van de Europese Unie en er worden ook geen belastingen geheven. Het schiereiland valt onder het Oecumenisch patriarchaat van Constantinopel (Istanboel).
Oros Athos is UNESCO-werelderfgoed.

## Geografie
Oros Athos ligt niet ver ten zuidoosten van Thessaloniki en ten zuidwesten van Kavála en het eiland Thasos. De hoofdstad en het bestuurlijke centrum van het schiereiland is Karyes. Dit ligt in het midden ervan, en is in de 9e eeuw na Christus gesticht. Het schiereiland heeft een oppervlakte van 335,63 km², is 45 km lang en 8 km breed. Op het zuidelijkste punt van het schiereiland bevindt zich de 2033 meter hoge berg Athos.

## Bewoners en bereikbaarheid
De Byzantijnse keizer Constantijn IX Monomachos heeft in 1046 het bestaan van Oros Athos als monnikenstaat erkend en het voorschrift uitgevaardigd dat geen "baardlozen", dus geen vrouwen of jongeren het schiereiland mochten betreden. Ook is het verboden gebied voor alle vrouwelijke dieren. Toch zijn er, ondanks het verbod, poezen en kippen aanwezig. Katten worden gebruikt om de kloosters vrij van ongedierte te houden en de kippen zijn nodig voor de eierdooiers die gebruikt worden om iconen te schilderen.
Om op Oros Athos toegelaten te worden dient men in bezit te zijn van een pelgrimsvisum (diamonitiria). Voorts is het zo dat alleen personen van het mannelijke geslacht het schiereiland mogen betreden. Orthodoxe jongens mogen het onder begeleiding van hun vader betreden, maar ze mogen er niet overnachten voordat ze achttien jaar oud zijn.
Volgens de overleveringen zou Maria (moeder van Jezus) samen met de apostel Johannes op weg naar Cyprus zijn geweest toen een storm hen naar het schiereiland deed afdrijven. Eenmaal daar aangekomen zou zij de volgende woorden hebben gesproken : "Dit is voortaan mijn tuin en geen enkele andere vrouw zal hier ooit een voet zetten." Een andere visie is dat het voor de monniken een stuk makkelijker is om zich geheel op hun devotie te richten zonder de aanwezigheid van vrouwen. Ook vrouwelijke dieren zoals koeien, geiten, paarden en lastdieren zouden hen te veel afhouden van hun religieuze verplichtingen.
Mannelijke bezoekers kunnen het schiereiland alleen per schip bereiken. Aan de westkant gaat een kleine veerboot van Ouranopolis naar de haven van Dafni. De veerboot legt onderweg aan bij verschillende kloosters. Vanaf Dafni vertrekken bussen naar Karyes. Aan de oostkant vertrekt men met de veerboot vanaf Ierissos. Alle bezoekers moeten beschikken over een speciaal vierdaags visum, dat via het Oros Athos Consulaat in Thessaloniki kan worden aangevraagd en als "diamonitirion" (Grieks: διαμονητήριον) moet worden afgehaald in het Athosbureau in Ouranopolis. Per dag worden een beperkt aantal niet-orthodoxe bezoekers en ongeveer honderd orthodoxe pelgrims toegelaten. Voor vrouwelijke bezoekers is het alleen mogelijk om Athos op afstand te bezichtigen tijdens een boottocht rond het schiereiland.

## Afwijkende tijd en kalender
Oros Athos heeft na de val van het Byzantijnse rijk in 1453 de daar gebruikte Juliaanse kalender aangehouden. Hierdoor loopt het dertien dagen achter op de Gregoriaanse kalender, de kalender die de rest van de wereld aanhoudt. Ook wordt de Byzantijnse tijd aangehouden, wat inhoudt dat het 'uur 0:00' is bij zonsondergang. Hierdoor ontstaat een tijdsverschil met de Griekse tijd van enkele uren.
Bij zonsopgang worden de monniken in veel kloosters gewekt door een monnik die met een houten hamer op een simandron (houten balk) slaat.

## De kloosters en skites

### De kloosters

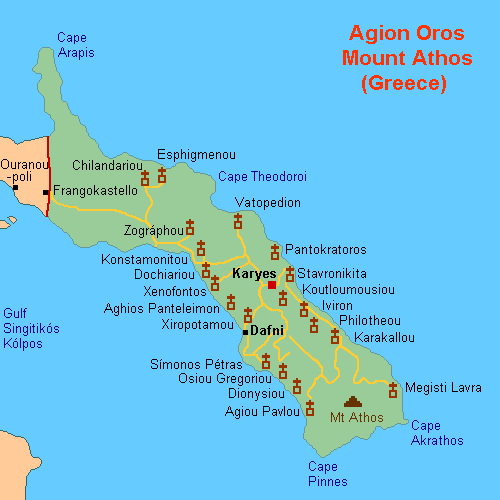
Plattegrond van Oros Athos met locaties van de kloosters

Op Oros Athos bevinden zich twintig kloosters van de Orthodoxe Kerk. Ieder klooster heeft zijn eigen territorium. Er zijn niet alleen Grieks-orthodoxe kloosters, er is ook een Russisch-orthodox klooster, een Bulgaars-orthodox en een Servisch-orthodox- klooster (Hilandar). Ook zijn er skites, dependances van kloosters, waar monniken wonen. Woonden er vroeger soms tienduizenden monniken op en rond de berg, in 2011 nog 1830. De kloosters waren vroeger alleen per schip of over smalle paden te bereiken, de laatste jaren zijn er (zand-)wegen aangelegd waarop gemotoriseerd verkeer rijdt. Dat heeft de natuur op het schiereiland geen goed gedaan. Oude pelgrimspaden raken overwoekerd.
Sommige kloosters zijn eeuwenoud, het laatste klooster is in de zestiende eeuw gesticht. Het oudste, nog bestaande klooster is het Megísti Lavra (963). Op het schiereiland wonen voornamelijk monniken, die hun leven volledig proberen te wijden aan God. De berg der stilte is voor hen de ideale plaats voor het leven in eenzaamheid en ascese. Verder wonen of verblijven er naast monniken, bouwvakkers, landarbeiders, politieagenten en onderzoekers. Oros Athos staat op de werelderfgoedlijst van UNESCO en krijgt ook subsidie van de EU, voor herstel- en restauratiewerkzaamheden. Naast de kloosters zijn er ook kleine geloofsgemeenschappen (skites) waar monniken leven. Verder leven er monniken als kluizenaar, soms in grotten of spelonken. De bekendste skite is Agia Anna op de zuidwestkust.
De soevereine kloosters, in volgorde van de athonitische-hiërarchie. Het grondgebied van de kloosters vormt tevens de geografische indeling.
1. Megisti Lavraklooster
2. Vatopediklooster
3. Ivironklooster
4. Hilandarklooster
5. Dionysiouklooster
6. Koutouloumousiouklooster
7. Pantokratorosklooster
8. Xiropotamouklooster
9. Zografouklooster
10. Dochiariouklooster
11. Karakalouklooster
12. Filotheouklooster
13. Simonopetraklooster
14. Agiou Pavlouklooster
15. Stavronitikaklooster
16. Xenofontosklooster
17. Osiou Grigoriouklooster
18. Esfigmenouklooster
19. Agiou Panteleimonosklooster
20. Konstamonitouklooster

### De skites
Er zijn 12 officiële skites, sommige zijn zo groot als een dorp.
- Agia Anna Αγίας Άννας, behoort bij het Megisti Lavra klooster.
- Kafsokalyvíon of Agias Triados Καυσοκαλυβίων of Αγίας Τριάδος behoort bij het Megisti Lavra klooster.
- Timiou Prodromou Τιμίου Προδρόμου, behoort bij het Megisti Lavra klooster, Roemeens.
- Agiou Andrea Αγίου Ανδρέα, behoort bij het Vatopediou klooster. (Ook bekend als Saray (Σαράι)
- Agiou Dimitriou Αγίου Δημητρίου behoort bij het Vatopediou klooster.
- Timiou Prodromou Iviron Τιμίου Προδρόμου Ιβήρων behoort bij het Iviron klooster.
- Agiou Panteleimonos Αγίου Παντελεήμονος, behoort bij het Koutloumousiou klooster.
- Profiti Ilia Προφήτη Ηλία, behoort bij het Pantokratoros klooster.
- Nea Skitiof theotokou Νέα Σκήτη of Θεοτόκου, behoort bij het Agiou Pavlou klooster.
- Lakkoskiti of Agiou Dimitriou tou Lakkou Λακκοσκήτη of Αγίου Δημητρίου του Λάκκου, behoort bij het Agiou Pavlou klooster. (Roemeens)
- Evangelismou tis Theotokou Ευαγγελισμού της Θεοτόκου, Behoort bij het Xenophontos klooster.
- Bogoroditsa Βογορόδιτσα, Богородица, behoort bij het Agiou Panteleimonos klooster. (Russisch)

## Kloosterarchitectuur
De kloosters op Oros Athos zijn kenmerkend voor de Byzantijnse kloosterarchitectuur. Elk klooster heeft een uniek karakter omdat in de Byzantijnse architectuur voor het uiterlijk van kloosters geen vastgesteld typicon bestond, daar waar zo’n schriftelijk typicon wel voor het gebruik van de kloosters bestond. Allerlei afwisseling in aangebrachte bovenverdiepingen op muurkappen die al bestonden, aan- en uitbouw, en afwisseling in bouwmaterialen, verbergen diverse bouwfasen en ontwerpen. Desondanks kent deze Byzantijnse stijl wel degelijk gemeenschappelijke kenmerken. Zo is altijd veel aandacht besteed aan het katholikon. De buitenkant van het katholikon, oftewel de vrijstaande kerk, heeft doorgaans een representatief uiterlijk, waardoor deze een duidelijk contrast heeft ten opzichte van de omliggende gebouwen. Een ander kenmerk betreffen de zware donjons (pyrgos). Deze golden zowel als verdedigingswerk als schuilplaats en werden veelal op een hoog punt gebouwd, dicht bij de toegangspoort. Daarnaast bezitten Byzantijnse kloosters vaak een lutra (badhuis), een grafkapel, een infirmerie en een trapeza (eetzaal) welke laatste soms bestond uit een vrijstaand gebouw met een beschilderd interieur.

## Berg

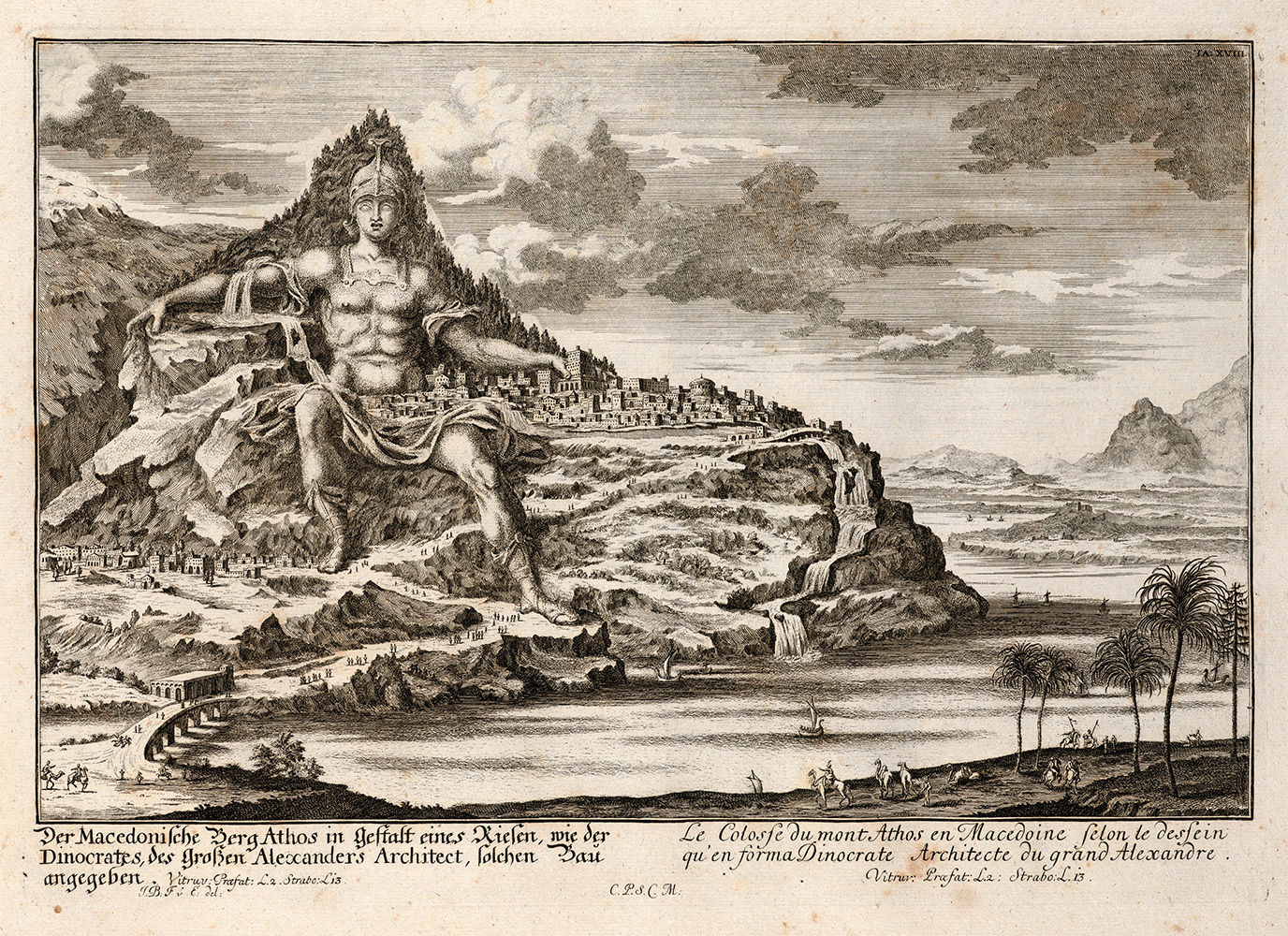
Het voorstel van Dinocrates

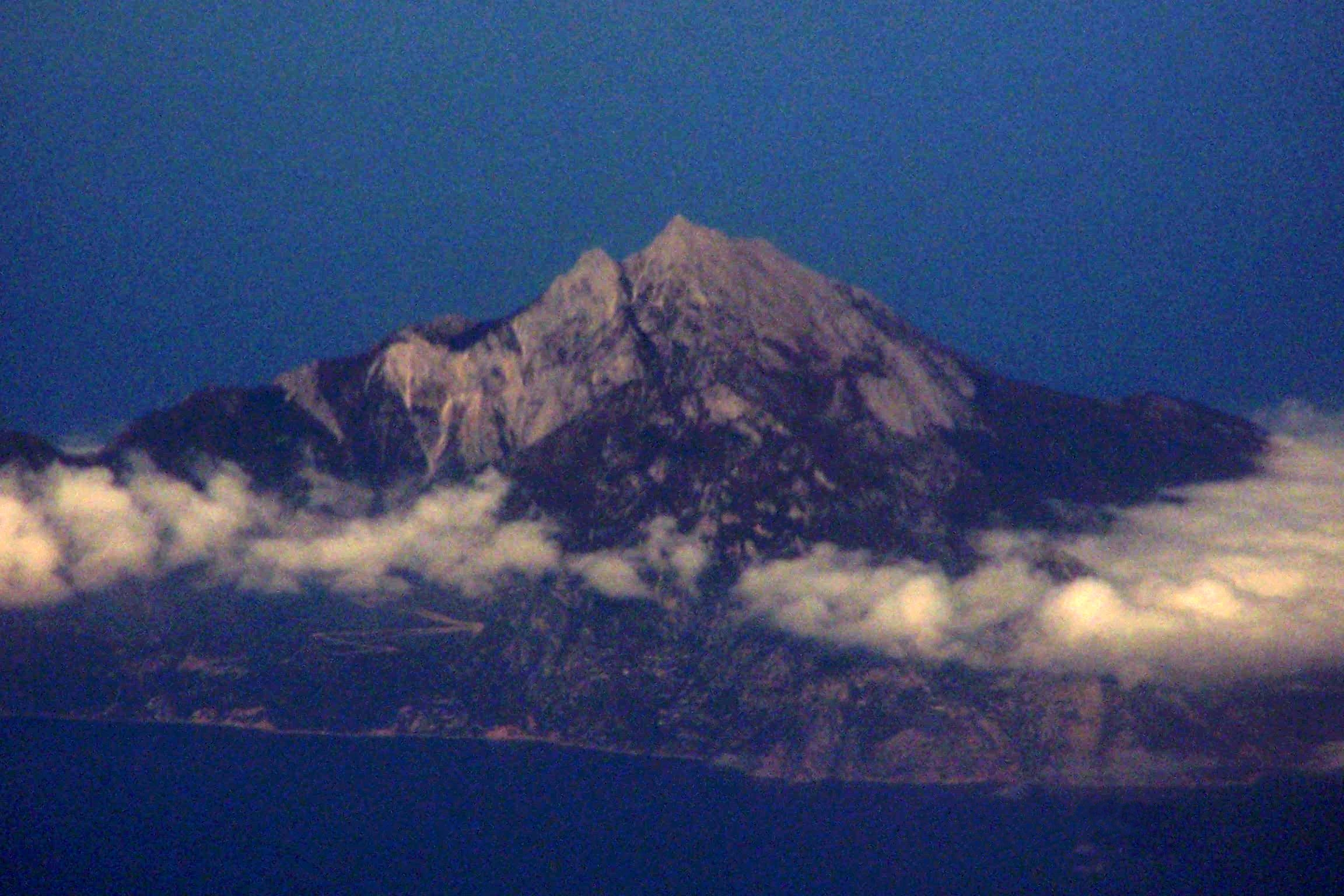
De berg Athos vanuit de lucht

Het schiereiland dankt zijn naam aan zijn berg "Athos", die op het zuidelijk deel van het schiereiland ligt en een hoogte van 2.033 meter heeft. Volgens de Griekse mythologie is de berg ontstaan door een gevecht tussen Athos en Poseidon. Een van beiden wierp een enorme rots naar de ander, die op het schiereiland terechtkwam, wat de berg Athos vormde.
Vitruvius vermeldt een bijzonder voorstel van Dinocrates aan Alexander de Grote. De uit Rhodos afkomstige architect wilde de ganse berg omvormen tot de beeltenis van een man (Alexander), met in zijn linkerhand een uitgestrekte stad en in zijn rechterhand een grote schaal waarin alle bergstromen zich zouden verzamelen om vandaar in de zee te storten. Nog volgens Vitruvius was Alexander ingenomen met het plan maar zag hij ervan af omdat hij de grond niet vruchtbaar genoeg achtte om een stad te onderhouden.
Op de bergtop staat een kapel, een redelijk zware voettocht voert vanaf de waterkant naar boven. Een groot deel van het jaar ligt er sneeuw op de top.